# Zmeurată
La zmeurată (pronunciació en romanès: [zme.uˈratə]) és una beguda alcohòlica romanesa produïda a partir de gerds (zmeură en romanès), sucre i alcohol.